# James Stopford, V conte di Courtown
James George Henry Stopford, V conte di Courtown (Gorey, 24 aprile 1823 – Gorey, 28 novembre 1914), è stato un nobile irlandese.

## Biografia
Lord Stopford nacque a Courtown House. Unico figlio di James Stopford, IV conte di Courtown, e della sua prima moglie, Lady Charlotte Albina Montagu-Scott. Frequentò l'Eton College.

## Carriera
Raggiunse il grado di capitano del Grenadier Guards nel 1845. Ricoprì la carica di giudice di pace per County Wexford nel 1848. Nello stesso anno fu sceriffo e vice luogotenente di County Wexford.
Nel 1858 successe al padre alla contea.

## Matrimonio
Sposò, il 3 settembre 1846 a St. James' Church, Elizabeth Frances Milles (26 agosto 1827-12 marzo 1894), figlia di George Milles, IV barone Sondes. Ebbero otto figli:
- Lady Charlotte Elizabeth Stopford (23 luglio 1847-13 luglio 1934);
- Lady Eleanor Margaret Stopford (30 luglio 1849-2 febbraio 1929);
- Lady Mary Jane Jemima Stopford (25 marzo 1851-17 novembre 1937), sposò Charles Shelley, ebbero nove figli:
- James Stopford, VI conte di Courtown (3 marzo 1853-18 luglio 1933);
- Lady Grace Harriet Stopford (3 dicembre 1854-23 novembre 1916), sposò John Strachen Bridges, ebbero una figlia;
- Edward Stopford (20 novembre 1858-9 giugno 1909), sposò in prime nozze Isabel Alice Dashwood, ebbero un figlio, e in seconde nozze Alice Maud Pashley Burbeary, ebbero tre figli;
- George Stopford (1 dicembre 1859-28 settembre 1933), sposò Marie Claire Segrave, ebbero quattro figli;
- Lady Lily Francis Stopford (11 gennaio 1862-25 gennaio 1950), sposò William Greene, ebbero quattro figli.

## Morte
Morì il 28 novembre 1914, all'età di 91 anni, a Courtown House, Gorey.

## Ascendenza
|                                                |                                               |                                                      | Genitori                                      |  |  | Nonni |  |  | Bisnonni                                |  |  | Trisnonni                               |  |
|                                                |                                               |                                                      |                                               |  |  |       |  |  | 8. James Stopford, II conte di Courtown |  |  | 16. James Stopford, I conte di Courtown |  |
|                                                |                                               |                                                      |                                               |  |  |       |  |  | 8. James Stopford, II conte di Courtown |  |  | 16. James Stopford, I conte di Courtown |  |
|                                                |                                               | 17. Elizabeth Smyth                                  |                                               |  |  |       |  |  | 8. James Stopford, II conte di Courtown |  |  |                                         |  |
| 4. James Stopford, III conte di Courtown       |                                               |                                                      |                                               |  |  |       |  |  | 8. James Stopford, II conte di Courtown |  |  |                                         |  |
|                                                |                                               | 9. Mary Powys                                        | 18. Richard Powys                             |  |  |       |  |  |                                         |  |  |                                         |  |
|                                                |                                               | 9. Mary Powys                                        | 18. Richard Powys                             |  |  |       |  |  |                                         |  |  |                                         |  |
|                                                |                                               | 9. Mary Powys                                        | 19. lady Mary Brudenell                       |  |  |       |  |  |                                         |  |  |                                         |  |
| 2. James Stopford, IV conte di Courtown        |                                               | 9. Mary Powys                                        |                                               |  |  |       |  |  |                                         |  |  |                                         |  |
|                                                |                                               | 10. Henry Scott, III duca di Buccleuch               | 20. Francis Scott, conte di Dalkeith          |  |  |       |  |  |                                         |  |  |                                         |  |
|                                                |                                               | 10. Henry Scott, III duca di Buccleuch               | 20. Francis Scott, conte di Dalkeith          |  |  |       |  |  |                                         |  |  |                                         |  |
|                                                |                                               | 10. Henry Scott, III duca di Buccleuch               | 21. Caroline Townshend, I baronessa Greenwich |  |  |       |  |  |                                         |  |  |                                         |  |
| 5. lady Mary Scott                             |                                               | 10. Henry Scott, III duca di Buccleuch               |                                               |  |  |       |  |  |                                         |  |  |                                         |  |
|                                                |                                               | 11. lady Elizabeth Montagu                           | 22. George Montagu, I duca di Montagu         |  |  |       |  |  |                                         |  |  |                                         |  |
|                                                |                                               | 11. lady Elizabeth Montagu                           | 22. George Montagu, I duca di Montagu         |  |  |       |  |  |                                         |  |  |                                         |  |
|                                                |                                               | 11. lady Elizabeth Montagu                           | 23. lady Mary Montagu                         |  |  |       |  |  |                                         |  |  |                                         |  |
| 1. James Stopford, V conte di Courtown         |                                               | 11. lady Elizabeth Montagu                           |                                               |  |  |       |  |  |                                         |  |  |                                         |  |
|                                                | 12. Henry Scott, III duca di Buccleuch (= 10) | 24. Francis Scott, conte di Dalkeith (= 20)          |                                               |  |  |       |  |  |                                         |  |  |                                         |  |
|                                                | 12. Henry Scott, III duca di Buccleuch (= 10) | 24. Francis Scott, conte di Dalkeith (= 20)          |                                               |  |  |       |  |  |                                         |  |  |                                         |  |
|                                                | 12. Henry Scott, III duca di Buccleuch (= 10) | 25. Caroline Townshend, I baronessa Greenwich (= 21) |                                               |  |  |       |  |  |                                         |  |  |                                         |  |
| 6. Charles Montagu-Scott, IV duca di Buccleuch | 12. Henry Scott, III duca di Buccleuch (= 10) |                                                      |                                               |  |  |       |  |  |                                         |  |  |                                         |  |
|                                                |                                               | 13. lady Elizabeth Montagu (= 11)                    | 26. George Montagu, I duca di Montagu (= 22)  |  |  |       |  |  |                                         |  |  |                                         |  |
|                                                |                                               | 13. lady Elizabeth Montagu (= 11)                    | 26. George Montagu, I duca di Montagu (= 22)  |  |  |       |  |  |                                         |  |  |                                         |  |
|                                                |                                               | 13. lady Elizabeth Montagu (= 11)                    | 27. lady Mary Montagu (= 23)                  |  |  |       |  |  |                                         |  |  |                                         |  |
| 3. lady Charlotte Albina Montagu-Scott         |                                               | 13. lady Elizabeth Montagu (= 11)                    |                                               |  |  |       |  |  |                                         |  |  |                                         |  |
|                                                |                                               | 14. Thomas Townshend, I visconte Sydney              | 28. Thomas Townshend                          |  |  |       |  |  |                                         |  |  |                                         |  |
|                                                |                                               | 14. Thomas Townshend, I visconte Sydney              | 28. Thomas Townshend                          |  |  |       |  |  |                                         |  |  |                                         |  |
|                                                |                                               | 14. Thomas Townshend, I visconte Sydney              | 29. Albinia Selwyn                            |  |  |       |  |  |                                         |  |  |                                         |  |
| 7. Harriet Katherine Townshend                 |                                               | 14. Thomas Townshend, I visconte Sydney              |                                               |  |  |       |  |  |                                         |  |  |                                         |  |
|                                                |                                               | 15. Elizabeth Powys                                  | 30. Richard Powys (= 18)                      |  |  |       |  |  |                                         |  |  |                                         |  |
|                                                |                                               | 15. Elizabeth Powys                                  | 30. Richard Powys (= 18)                      |  |  |       |  |  |                                         |  |  |                                         |  |
|                                                |                                               | 15. Elizabeth Powys                                  | 31. lady Mary Brudenell (= 19)                |  |  |       |  |  |                                         |  |  |                                         |  |
|                                                |                                               | 15. Elizabeth Powys                                  |                                               |  |  |       |  |  |                                         |  |  |                                         |  |

| Controllo di autorità | VIAF (EN) 315696997 |